# Bal Gangadhar Tilak
Lokmanya Kesav Bal Gangadhar Tilak (23 de julio de 1856-1 de agosto de 1920), también conocido como Bal Gangadhar Tilak, fue un periodista, editor, autoridad en los Vedas, estudiante de sánscrito, matemático, reformador social y político indio, líder del ala extremista del Congreso Nacional Indio y principal figura del sentir nacionalista anterior a Mahatma Gandhi. Fue llamado por el gobierno colonial británico como «El padre del desasosiego indio», a quien le fue conferido el título de «Lokmanya», que se traduce literalmente como "Aceptado por el pueblo como su líder".
Su lema, «Swaraj (gobierno autónomo), es mi derecho de nacimiento», inspiró a millones de indios. Su libro Geetarahasya, un tratado clásico sobre Geeta escrito en idioma maratí, fue escrito por él mientras estaba en prisión en Mandalay.

## Vida personal

Bandera de Liga de autogobierno de toda la India

Nacido en el seno de una familia brahmán, en Ranjani Aaleea en el Distrito de Ratnagiri.
Su padre Shri Gangadhar Tilak fue un profesor de escuela y catedrático del Sánscrito que murió cuando Bal tenía apenas 16 años.
Estudió derecho en el Deccan College y más tarde fue profesor durante cinco años en la Escuela Inglesa de Poona de 1880 a 1885 y cinco años más en el Fergusson College de 1885 de 1890, antes de convertirse en periodista en 1890. 
Tilak, ferviente nacionalista, ayudó a revivir la festividad del Ganapati en 1893 con el fin de provocar el fervor patriótico; inauguró en 1895 el festival Shivaji con el mismo propósito. En 1897, los británicos le encarcelaron por sedición debido a sus críticos artículos. En 1907 organizó una facción extremista dentro del Partido del Congreso, que exigía la completa independencia de la India, fue detenido una vez más por los británicos en 1908 y nuevamente encarcelado, esta vez durante seis años. En 1916, fundó la Liga de autogobierno de toda la India para luchar por su causa. Su defensa de la independencia sólo fue adoptada por el Partido del Congreso después de su muerte.
Fue el principal artífice de la Liga de autogobierno de toda la India, junto con Annie Besant en 1917, quienes adoptaron una bandera que contenía la bandera británica